# Torvald Åkesson (diplomat)
Åke Torvald Åkesson, född 8 februari 1945 i Malmö, är en svensk före detta ambassadör i Tanzania (2003–2007) och Moçambique (2007–2011). Han hade dessförinnan arbetat på Svenska Afghanistankommittén, SIDA och International IDEA.
Torvald Åkesson växte upp i Aspudden som son till ingenjör Nils Åke Åkesson och dennes hustru Inez, bägge från Raskarum.
Till minne av Gösta Vestlund (1913–2020) redigerade Torvald Åkesson, med flera, antologin Demokratin som bildningsväg, utgiven 2022.